# 中春別農業協同組合
中春別農業協同組合（なかしゅんべつのうぎょうきょうどうくみあい、英称：JA Nakashunbetsu ）は、北海道別海町に所在する農業協同組合である。野付郡別海町一円、区域を地区とする。略称はJA中春別。

## 概要
主に酪農地帯であり、パイロットファームとして有名となった地域を中心とした農業協同組合である。
- 正組合員数：258名
- 准組合員数：277名
- 職員数：53名

## 事務所
- 事務所 - 野付郡別海町中春別南町3

## 子会社
- 株式会社なかしゅんべつ未来牧場
- 有限会社ジェイエー・ワンプ（作業委託関係）
- 有限会社マシンセンター（機械・自動車整備関係）